# Драгутин Томовић
Томовић (Радоша) Драгутин био је српски јунак.

## Биографија
Рођен је 7. августа 1876. године у Вичи, срез прокупачки од оца Радоша и мајке Станојке. 

Учествовао је y свим ратовима од 1912 — 1918. године. Отишао је у рат 1912. као редов а y борбама на Церу већ је био наредник. Прешао је преко Албаније и на Солунском фронту се посебно истакао у борбама које је Гвоздени пук водио током 1916. године. У том пуку је био командир одељења, а повремено командовао и водом.

Као наредник 4. чете 3. батаљона Гвозденог пука посебно се истакао за време тешких борби на чувеној коти 1212, када је 4. 11. успео да се привуче бугарским рововима и бацајући бомбе y њих изазвао панику, што је омогућило његовој чети да освоји тај, до тада неосвојиви положај. За тај подвиг одликован је Сребрним војничким КЗ са мачевима.

После рата је унапређен у резервног потпоручника.Поред Карађорђеве звезде био је одликован са две медаље зa храброст, као и свим споменицима минулих ратова.После рата вратио се у Вичу на своје имање и касније умро од болести.